# 阿拉約埃

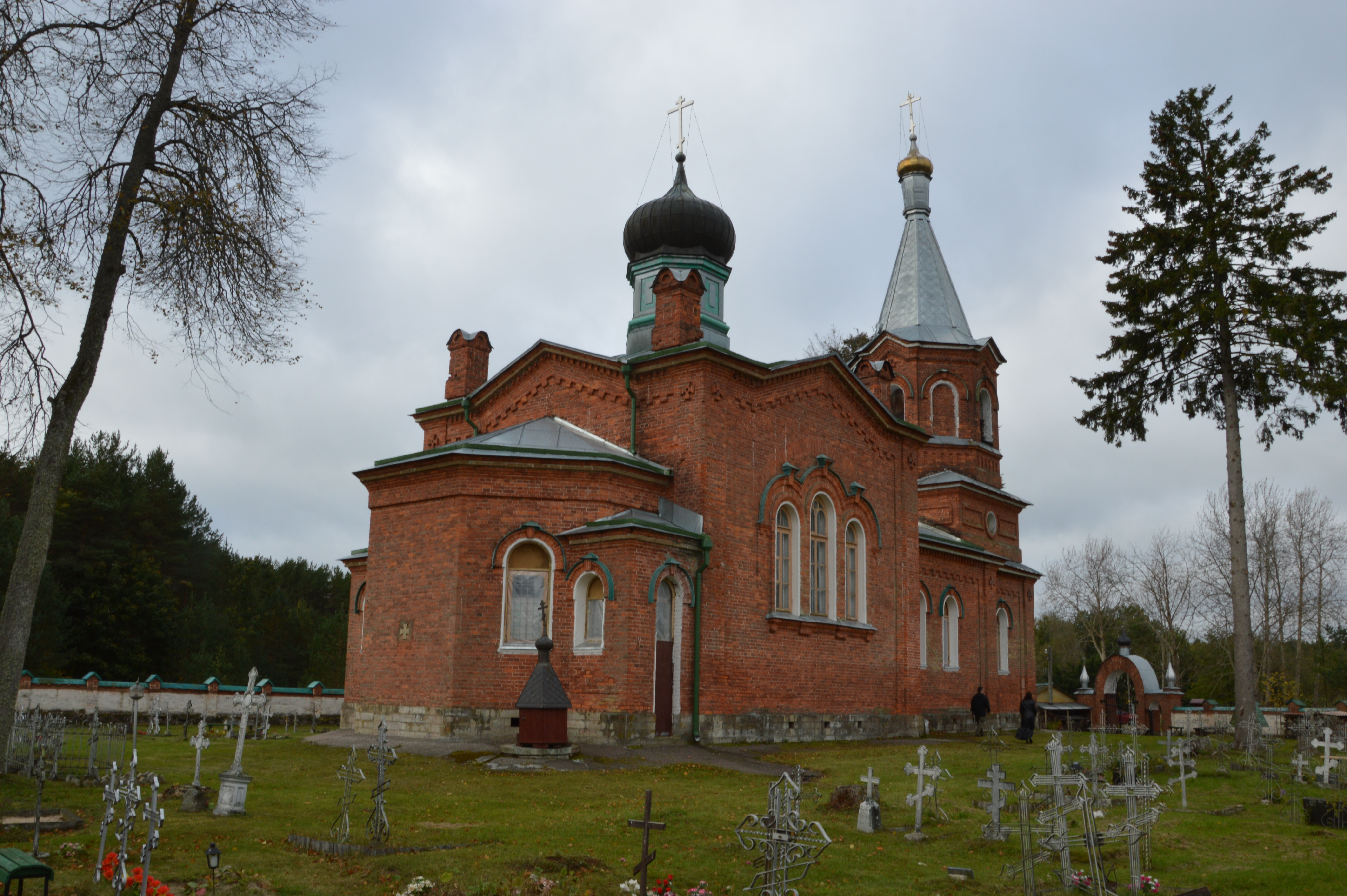
阿拉約埃东正教堂

阿拉約埃，是愛沙尼亞東維魯縣阿卢塔古塞市镇内的村庄，位於該國東北部，處於佩普西湖北岸，2000年該城鎮人口147，居民主要使用俄羅斯語。
2017年爱沙尼亚行政改革前，阿拉約埃是原阿拉約埃市镇的行政中心。